# Ю Йебин
Ю Йебин (кор. 유예빈; род. 30 января 1992, Тэгу) — южнокорейская фотомодель и актриса, «Мисс Корея 2013», участница конкурса красоты «Мисс Вселенная 2014».

## Биография
Ю Йебин родилась 30 января 1992 года в Тэгу.
Ю Йебин была студенткой Национального университета Кёнсан, когда была приглашена на национальном конкурсе красоты «Мисс Корея». 4 июня 2013 года Ю Йебин была коронована как «Мисс Корея» и получила право представлять Южную Корею на «Мисс Вселенная 2014». По итогам конкурса она не вошла в топ-15.
В сентябре 2018 года Ю Йебин подписала контракт с компанией «People Story» и начала карьеру актрисы. Она дебютировала в сериале «Игрок», где сыграла роль «прекрасной карьеристки с яркой индивидуальностью» Чу Ен Хи.